# Shady Dale (Géorgie)
Shady Dale est une ville américaine située dans le comté de Jasper, en Géorgie. Selon le recensement de 2020, sa population est de 252 habitants.